# Rörtjärnarna (Vilhelmina socken, Lappland, 720256-149734)
Rörtjärnarna är en sjö i Vilhelmina kommun i Lappland och ingår i Ångermanälvens huvudavrinningsområde. Sjön har en area på 0,0632 kvadratkilometer och ligger 455,1 meter över havet.

## Delavrinningsområde
Rörtjärnarna ingår i det delavrinningsområde (720349-149615) som SMHI kallar för Namn saknas. Medelhöjden är 520 meter över havet och ytan är 40,45 kvadratkilometer. Räknas de 186 avrinningsområdena uppströms in blir den ackumulerade arean 1 846,74 kvadratkilometer. Avrinningsområdets utflöde Ångermanälven mynnar i havet. Avrinningsområdet består mestadels av skog (91 procent). Avrinningsområdet har 0,6 kvadratkilometer vattenytor vilket ger det en sjöprocent på 1,5 procent.